# Grytviken

Grytviken är en ort på huvudön i det brittiska utomeuropeiska territoriet Sydgeorgien i Sydatlanten. Orten ligger i viken King Edward Cove. Grytviken var fram till 1960-talet valfångststation, men idag är den enda verksamheten på orten ett museum och en souveniraffär, samt en kyrka som används vid vissa tillfällen. 

## Historia
Platsen fick sitt namn 1902 av den Första svenska Antarktisexpeditionen under geologen och polarforskaren Otto Nordenskjöld, då man hittade gamla engelska grytor som använts för att göra sälolja, och även gravar efter engelska och amerikanska sjömän. Antarktisexpeditionen noterade dock att det i litteratur eller brittiska sjökort inte fanns några som helst anteckningar om denna hamnplats. Den svenska arkeologen och geologen Johan Gunnar Andersson har utpekats som den som kom på namnet, men i sin bok Antarctic noterar han bara lakoniskt "Vi gåvo åt denna lilla idealiskt trygga hamn namnet Grytviken".

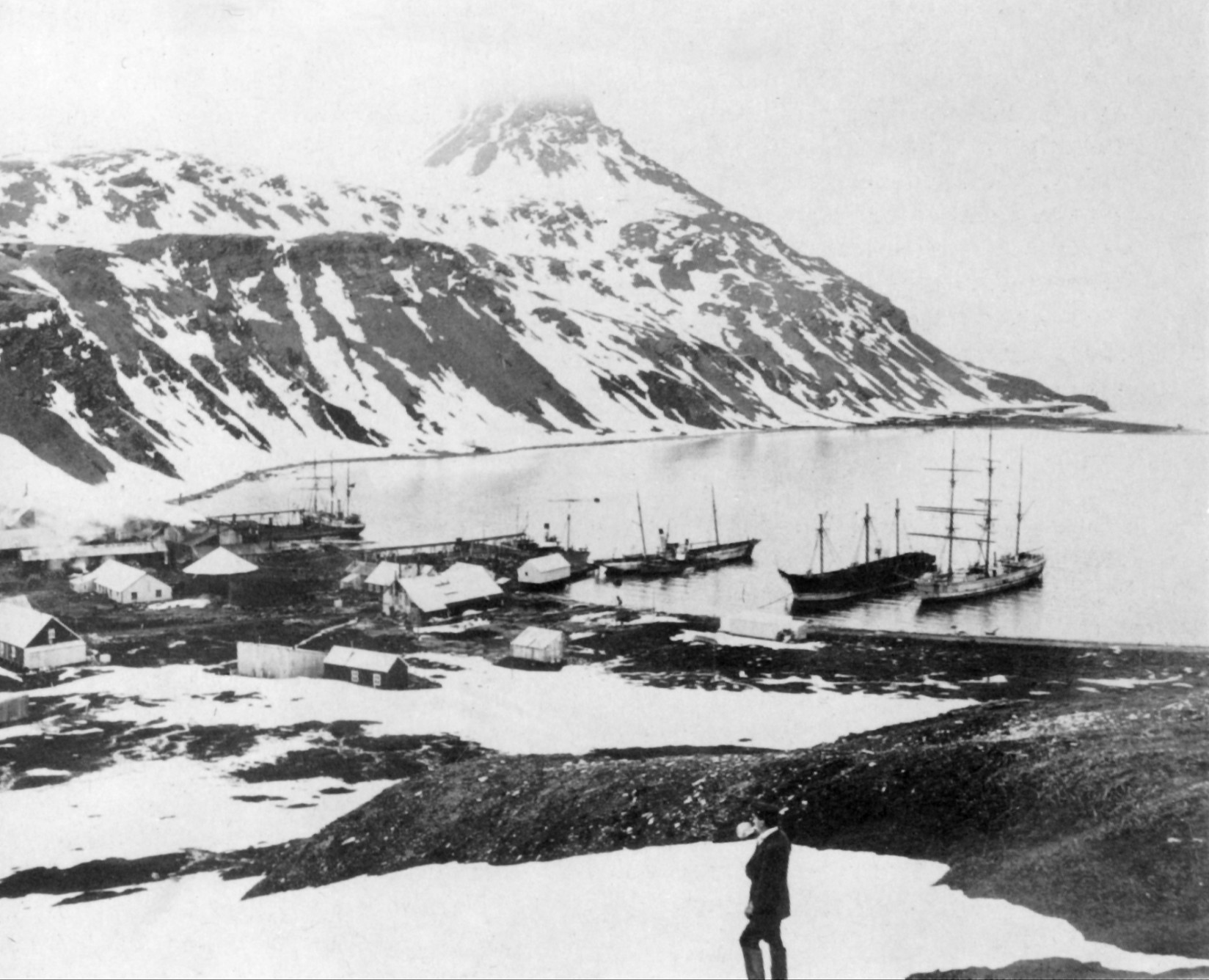
Grytviken 1914.

Orten Grytviken grundades 16 november 1904 av Carl Anton Larsen, en norsk kapten, valfångare och upptäcktsresande. Larsen och 60 landsmän byggde på en månad en valfångststation på platsen, som kom att vara en bas för industriell valfångst i över femtio år. Valpopulationen i vattnen runt ön var rik, och verksamheten var från början mycket lönsam. Valarna minskade emellertid under de följande 60 åren, till följd av överfångst. I december 1966 stängdes stationen, då valpopulationen var så låg att stationen inte längre var lönsam. Rester efter valfångsten kan ses på stränderna, på vilka valben kan hittas. Gamla fabriker för utvinning av valolja och gamla övergivna valskepp kan också hittas i närheten.
På ortens finns också kyrkan Whalers Church (Valfångarkyrkan), som kom prefabricerad från Norge. Den invigdes julen 1913. 
Grytviken är starkt sammankopplad med Ernest Henry Shackletons liv. Här hittade han 1916 hjälp för sin strandade expedition på Elefantön. Efter Shackletons död vid en senare expedition blev han begravd på Grytvikens kyrkogård.
Under Falklandskriget ockuperades Grytviken i april 1982 av argentinska trupper, vilket ledde till en kort strid mot Storbritanniens flotta. Bland annat ingick den ökände tortyrexperten Alfredo Astiz i den argentinska invasionsstyrkan. Brittiska flottan tog tillbaka bosättningen tre veckor senare utan att ett enda skott avfyrats.
I dag[när?] är orten bebodd av enbart två personer, som arbetar i museet och souveniraffären. Forskningsstationen King Edward Point, tillika Sydgeorgiens huvudort, ligger i närheten och ibland kommer turistfartyg som fyller orten med besökare. Forskningsstationen har också en politisk funktion, då den ger Storbritannien stöd för att behålla öarna, trots att Argentina gör anspråk på dem.

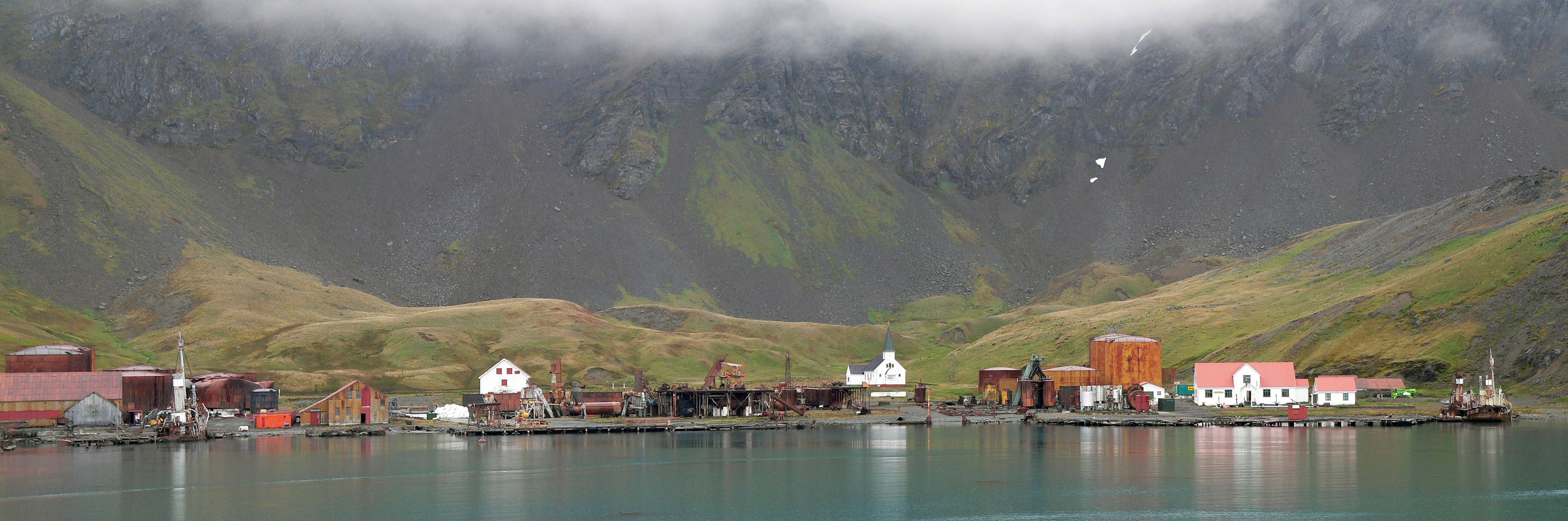
Panoramavy över Grytviken.